# Thurniaceae
Las turniáceas (nombre científico Thurniaceae) forman una pequeña familia de plantas monocotiledóneas nativas de las regiones tropicales del noreste de Brasil y Guyana, y también de Sudáfrica. Pueden ser reconocidas por sus tallos erectos, sus hojas serradas, y sus flores pentacíclicas con perianto escarioso. La familia fue reconocida por sistemas de clasificación modernos como el sistema de clasificación APG III (2009) y el APWeb (2001 en adelante), en los que consta de dos géneros, Thurnia y también Prionium, este último había sido de posición incierta hasta la década del 2000.

## Filogenia
Thurniaceae pertenece al clado ciperáceas-juncos (junto con Cyperaceae y Juncaceae), y puede ser hermano del resto del clado (Plunkett et al. 1995, Munro y Linder 1997). Ver Poales para una discusión sobre el clado ciperáceas-juncos.
El género Prionium fue a veces ubicado en Juncaceae, pero ubicado en Thurniaceae según los últimos datos moleculares (Munro y Linder 1998).

## Taxonomía
La familia fue reconocida por el APG III (2009), el Linear APG III (2009) le asignó el número de familia 97. La familia ya había sido reconocida por el APG II (2003).
Los géneros, según el APG III (2009), y también el APWeb (visitado en enero del 2009), con la publicación válida y distribución según Royal Botanic Gardens, Kew (visitado en enero del 2009):
- Prionium E.Mey., Linnaea 7: 130 (1832). 1 especie, Prionium serratum.
- Thurnia Hook.f., Hooker's Icon. Pl. 15: t. 1407 (1883). Colombia a N. de Sudamérica. 3 especies.

Sinónimo, según APG II (2003): Prioniaceae S.L.Munro & H.P.Linder (1998)